# Jahrbuch für den Rhein-Kreis Neuss
Das Jahrbuch für den Rhein-Kreis Neuss (2000–2003 Jahrbuch für den Kreis Neuss) ist ein jährlich erscheinendes Jahrbuch, das durch den Kreisheimatbund Neuss für den Rhein-Kreis Neuss herausgegeben wird, um „dem immer wieder geäußerten Bedürfnis nach einem kreisweiten Periodikum“ nachzukommen.

## Profil
Die einzelnen Ausgaben sind zwischen 250 und 300 Seiten stark, zumeist farbig illustriert und widmen sich vornehmlich kreisweiten Themen mit Schwerpunkten wie Archäologie, Biographie, Geschichte, Kunst, Literatur, Musik, Ökologie, Religion, Theater, Technik, Wirtschaftsgeschichte und Volkskunde.

## Autoren- und Sachregister
Der Kreisheimatbund bietet zu den Jahrbüchern ein Autoren- und ein Sachregister. Das Sachregister ist nach den thematischen Schwerpunkten „Archäologie, Vor- und Frühgeschichte“, „Geschichte“, „Landeskunde, Ortsgeschichte“, „Volkskunde“, „Staat, Politik, Verwaltung“, „Wirtschaft, Verkehr“, „Sozial- und Gesundheitswesen, Sport“, „Bildung, Erziehung, Schule“, „Natur, Landschaft, Umwelt“, „Architektur, Bauwesen“, „Vereine, Verbände, Gewerkschaften, Parteien“, „Religion, Kirche, Weltanschauung“, „Kunst, Kultur, Theater“ und „Chronik und Neuerscheinungen“ (Stand 2023) gegliedert.